# Schloss Limberg (Steiermark)

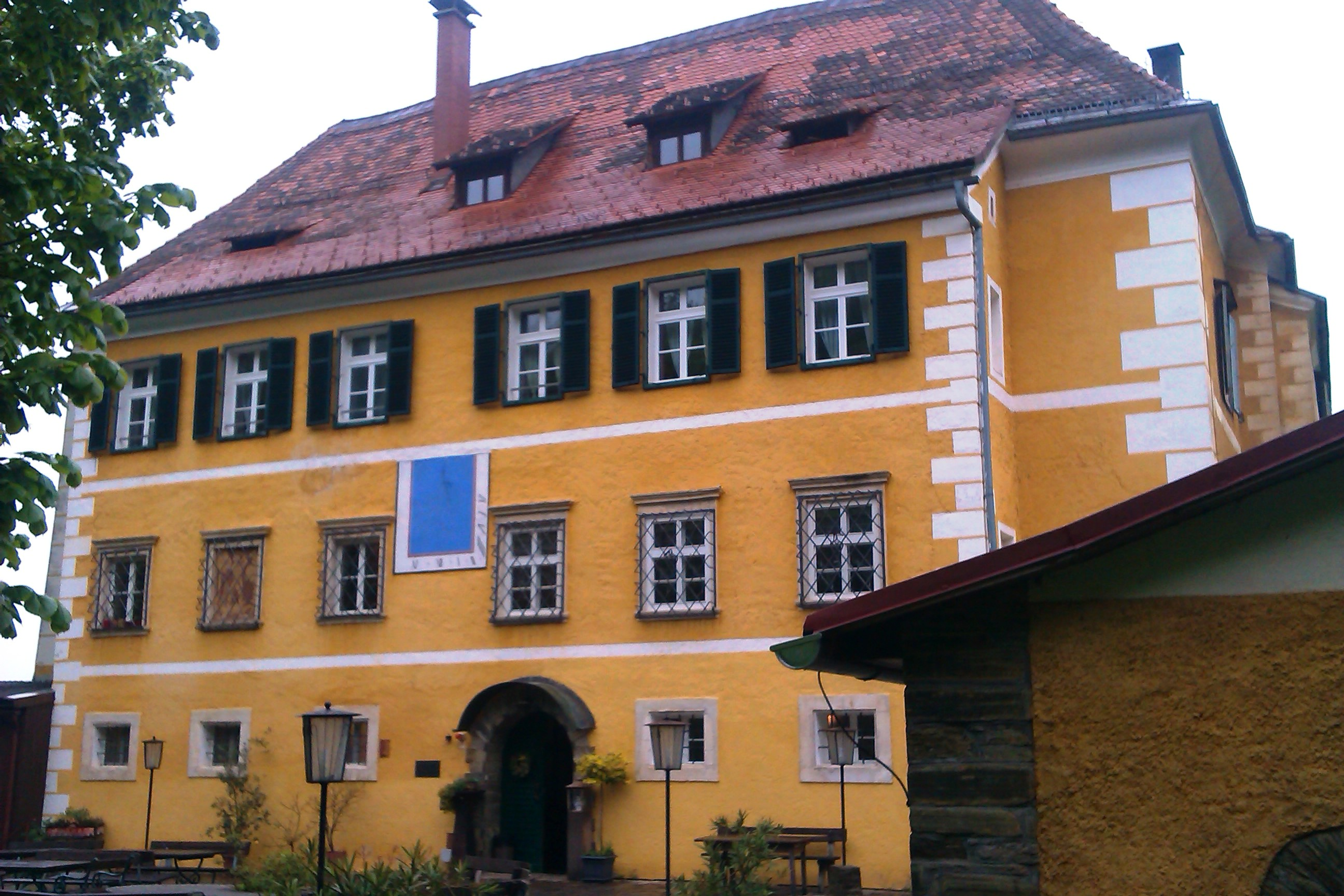
Schloss Limberg

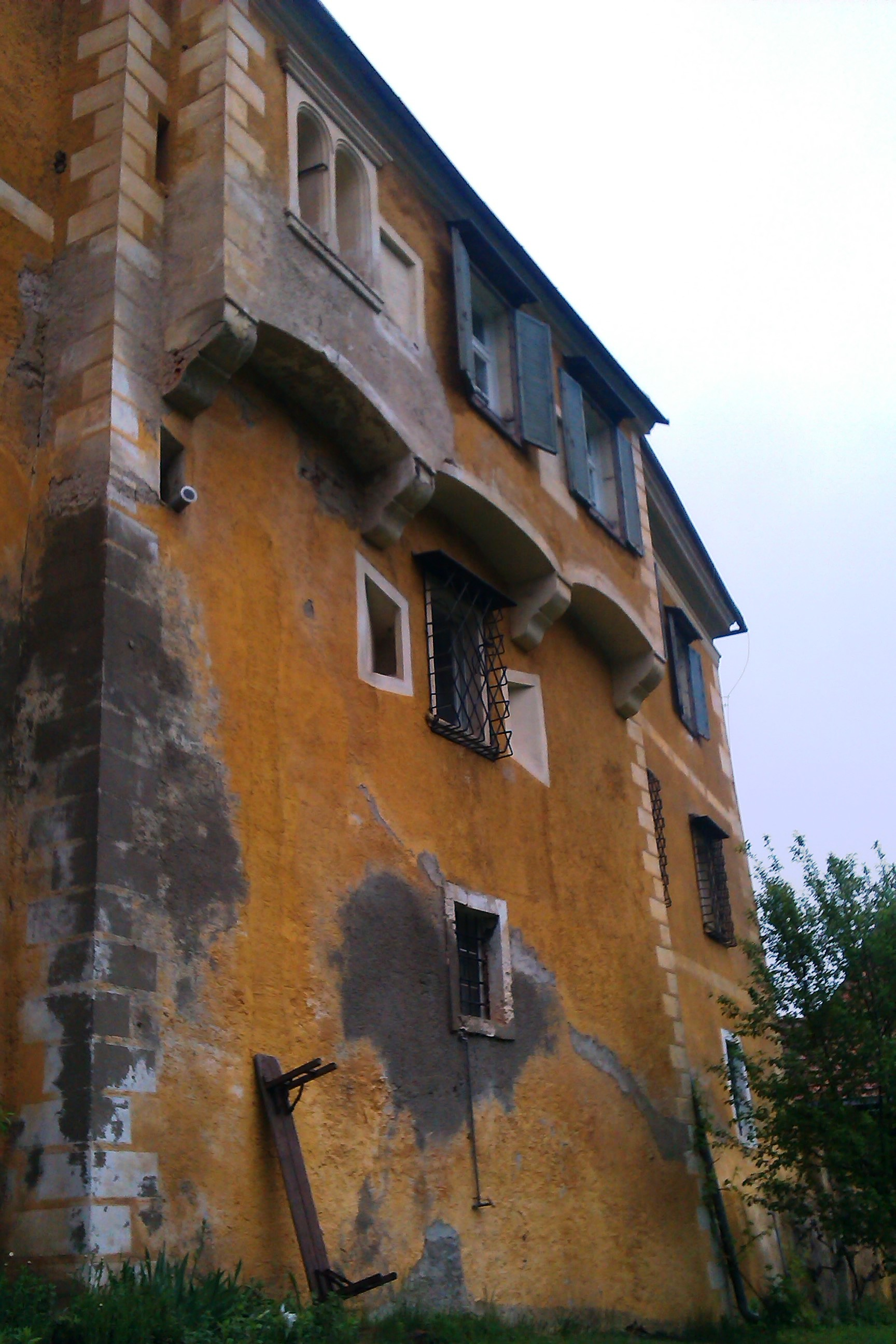
Schloss Limberg, Seitenansicht

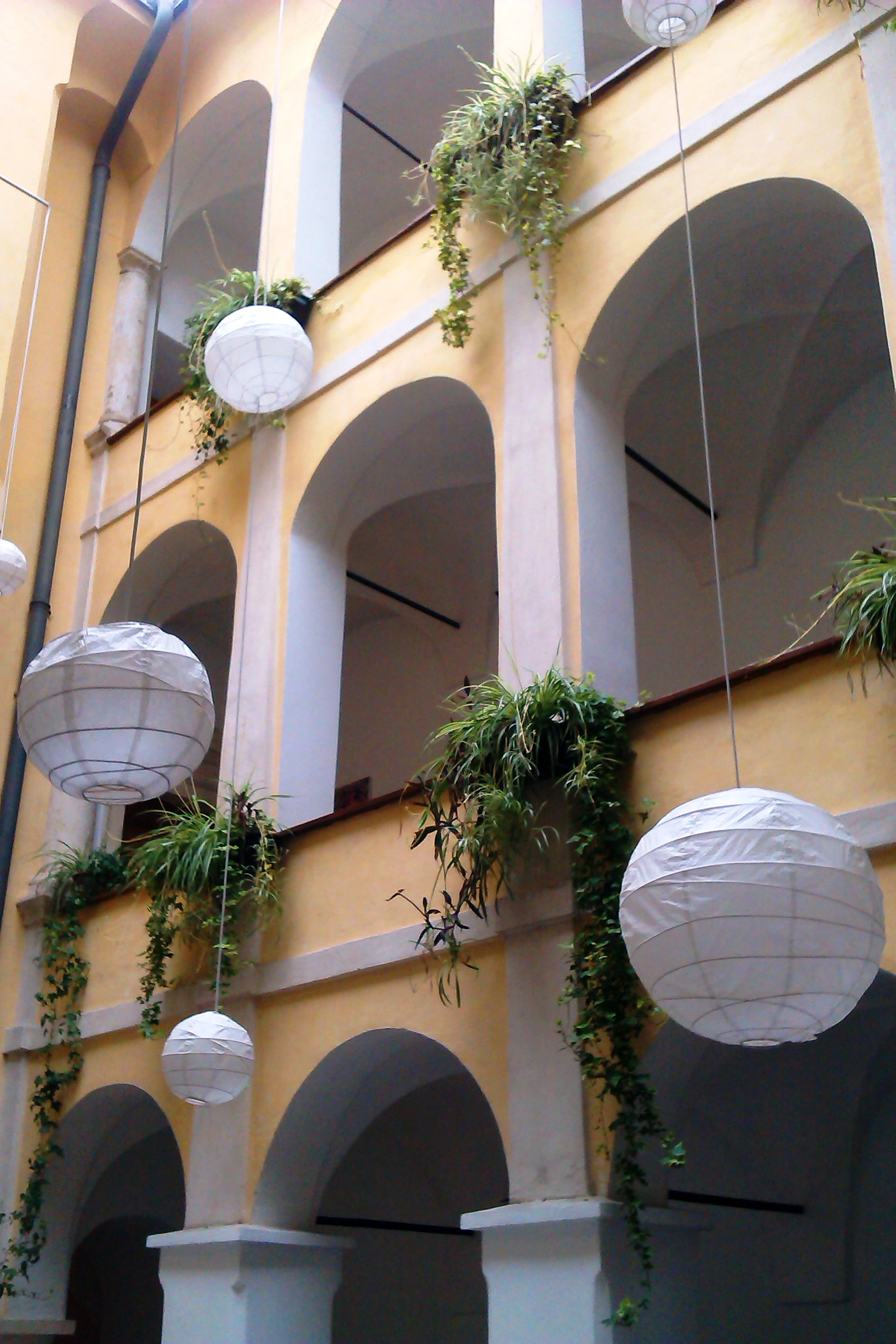
Arkadenhof

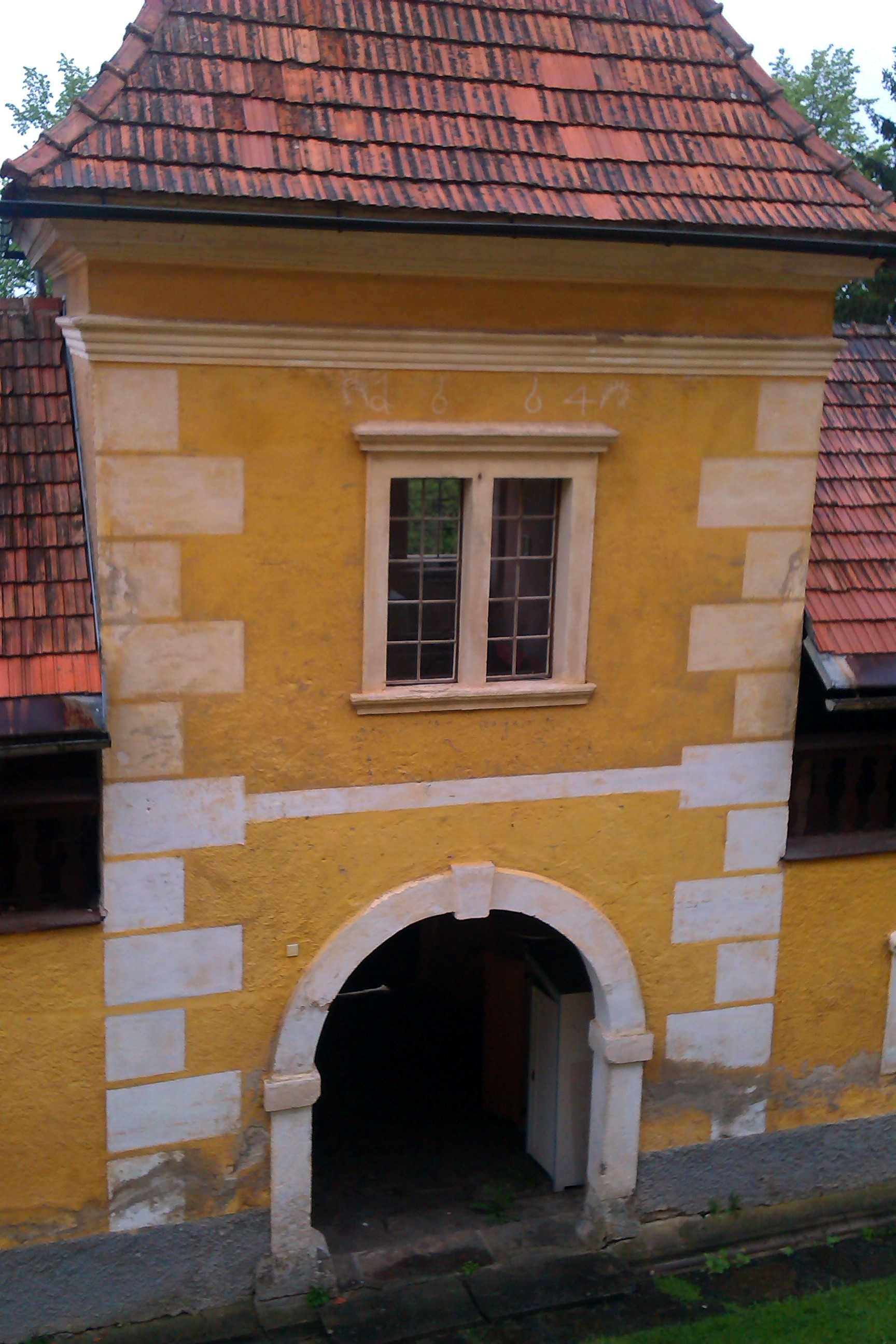
Torgebäude der Vorburg

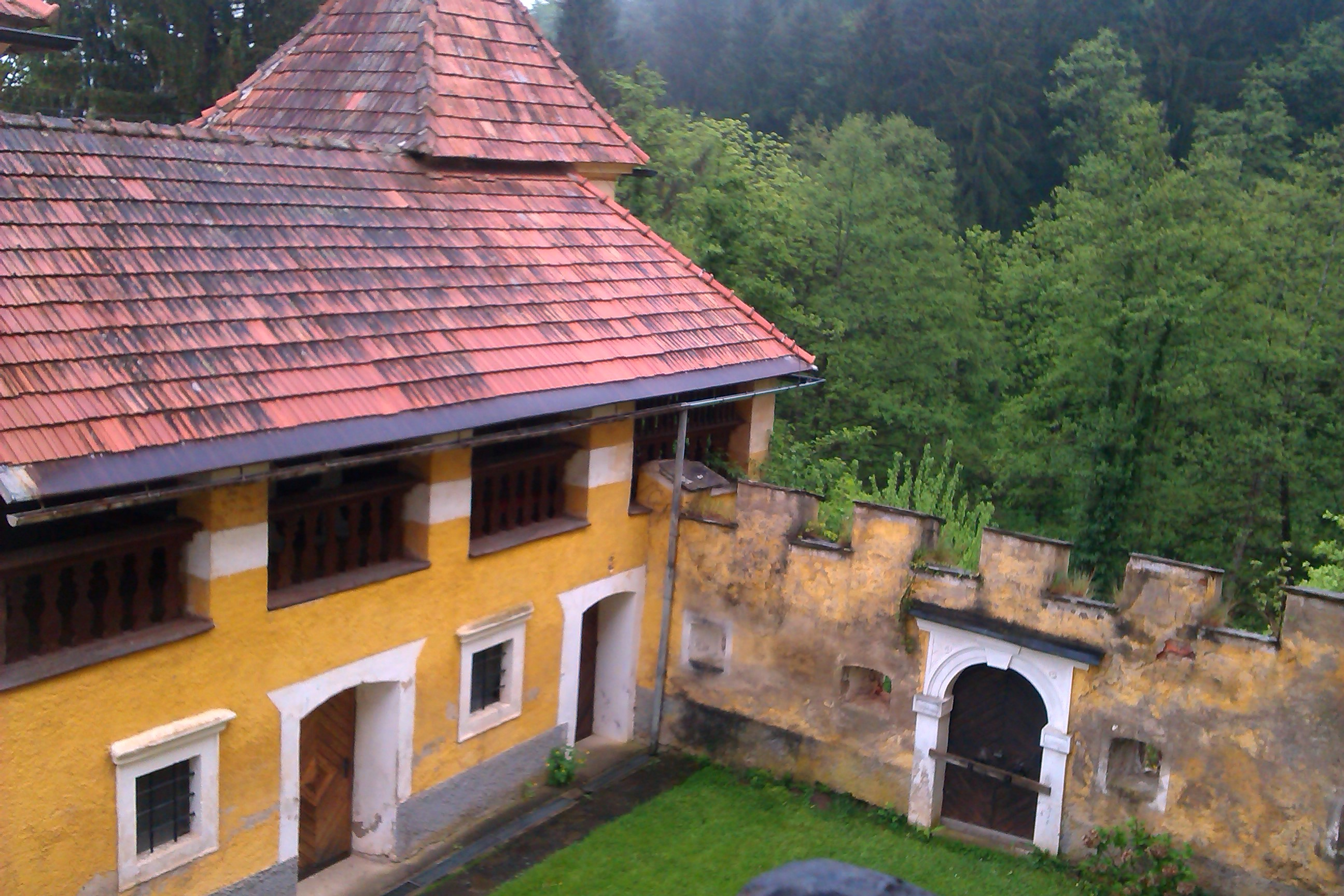
Galerie der Vorburg mit Mauer

Schloss Limberg ist ein denkmalgeschütztes Schloss im Ort Limberg bei Wies in der Marktgemeinde Wies im steirischen Bezirk Deutschlandsberg.

## Lage
Schloss Limberg liegt auf einem Hügel vor der Koralpe auf 516 m. Die Anlage ist von Mischwäldern umgeben und über eine Straße gut erreichbar.

## Geschichte
Erstmals urkundlich erwähnt wurde Schloss Limberg 1244 als eine Burg mit dem Namen „Lindenperch“, auch eine Besiedelung des Areals im ersten Jahrtausend ist wahrscheinlich. Vermutlich war ein Festes Haus, errichtet von Salzburger Ministerialen, Vorgänger des heutigen Schlosses, das aus dem 16. Jahrhundert stammt. Eine wesentliche Aufgabe der Anlage am Fuße der Koralpe war die Sicherung des Übergangs nach Kärnten. Um 1280 gehörte Schloss Limberg einem Hartnit von Leibnitz, der es wieder an Otto Ungnad von Weißenwolf veräußerte. Schon 1300 wurde der Ansitz vom Bischof von Seckau erworben, der es wiederum an das Haus Lindenberch verkaufte. Nach dem Aussterben der Lindenberger im 14. Jahrhundert erhielten das Kärntner Adelsgeschlecht der Metnitzer das Lehen über den Besitz.
Ab 1438 wurden die Habsburger Lehensherren, die Metnitzer behielten die Burg. Andreas von Metnitz erwarb 1577 einen Großteil des Eibiswalder Landgerichtes, das nach Limberg verlegt wurde. Zukäufe ließen die Herrschaft rasch anwachsen, der Wehrbau wurde im Renaissancestil umgebaut. Nach dem Tod des Andreas von Metnitz im Jahr 1590 wechselte der Ansitz im 17. Jahrhundert mehrmals die Besitzer, unter anderem kam er an die Grafen von Saurau.
Im frühen 18. Jahrhundert war das Schloss zu einer Halbruine verkommen, der Besitz blieb lange Zeit unbewirtschaftet. Die Linie Ortenhofen übernahm Schloss Limberg als Herrschaftssitz von den Jarizburgern und renovierten den Bau. Sohn Johann Nepomuk Ortenhofen verkaufte 1830 den Besitz an Johann I. Fürst von und zu Liechtenstein, dessen Familie bis 1933 Eigentümer der Liegenschaft blieb. Danach übernahm das steirische Jugendhilfswerk das Schloss und nutzte es als Ferienheim weiter. 1938 kaufte die Steirische Versicherungs AG das Gebäude und ließ die Innenräume modernisieren.
Im Zweiten Weltkrieg fanden in den Räumlichkeiten nationalsozialistische Schulungskurse statt, auch Familien durften es zum Urlaubsaufenthalt verwenden. Bulgaren und Titopartisanen besetzten und plünderten nach Kriegsende Schloss Limberg, doch bereits 1948 erhielt die Jugendhilfe ihr Heim zurück. Heute nutzen es der Verein der Steirischen Jugendhilfe und die Pfadfinder als Erholungsheim. 1960 fand die letzte Außenrenovierung statt, die Schlossanlage wurde 1977 unter Denkmalschutz gestellt. Während der Jugoslawienkriege 1992/93 diente Schloss Limberg kurzzeitig als Flüchtlingsauffanglager.

## Architektur und Gestaltung
Der Baukörper stammt aus dem 16. und 17. Jahrhundert. Talseitig liegt eine Vorburg mit zentralem Torturm und zwei Ecktürmen an den Flanken, die mit dem Mittelbau durch Galerien verbunden sind. Zu erreichen ist die Vorburg über eine barocke Doppelfreitreppe, die Johann Ernst Karl von Ortenhofen um 1725 anlegen ließ. Die Vorburg ist mit dem Hauptschloss über Wehrmauern verbunden. Zwischen Hauptschloss und Vorburg verlief früher ein Graben, der von einer Brücke überspannt war. Der heutige Zugang führt über den Vorhof direkt in das Schloss. Jene Vierecktürme, die am Berghang die Mauern verstärkten, sind kaum noch übrig.
Das Hochschloss selbst ist ein viereckiger Bau mit einem rechteckigen Innenhof samt Pfeilerarkaden, der 1990 ein Glasdach erhielt. Von den einst prächtig ausgestatteten Räumen sind noch der Rittersaal, das „Bemalte Zimmer“ und ein Saal im Südtrakt erhalten; die Stuckaturen sind aus 1666 und stammen von Alexander Serenio. Geschnitzte Renaissance-Türstöcke und eine bemalte Kassettendecke befinden sich heute auf Schloss Hollenegg in Schwanberg. Die Schlosskapelle ist der Maria Immaculata geweiht, das Altarblatt zeigt Mariä Himmelfahrt und die Deckenfresken mit Heiligendarstellungen aus 1722 stammen von Mathias von Görz.